# Hans Konrad Biesalski
Hans Konrad Biesalski (* 14. April 1949 in Marburg) ist ein deutscher Ernährungsmediziner und emeritierter Professor für Biologische Chemie und Ernährungswissenschaft an der Universität Hohenheim.

## Leben
Hans Konrad Biesalski wurde als Sohn des Professors für Sprach- und Stimmheilkunde Peter Biesalski und dessen Frau Lydia, geb. Elmsheuser, in Marburg geboren und wuchs in Freiburg und Mainz auf. Nach Schulbesuch in Mainz und Traben-Trarbach und dem Abitur in Wiesbaden 1971 studierte Biesalski Physik und Medizin an den Universitäten Mainz und Bonn; im Mai 1979 erfolgte die Approbation als Arzt. Von 1979 bis 1982 war Biesalski Assistent am Physiologischen Institut der Universität Mainz in der Abteilung Biophysik. Im Juni 1981 wurde er in Mainz bei Otto Harth mit einer Arbeit Zum progredienten Verlauf von Schallempfindungsschwerhörigkeiten im Kindesalter promoviert; 1986 habilitierte er sich ebenfalls in Mainz mit einer Studie über Vitamin A und Innenohr. Entwicklung und Anwendung biochemischer und elektrophysiologischer Untersuchungen. Von 1984 bis 1993 arbeitete Biesalski am Institut für Physiologische Chemie an der Universität Mainz, 1992 als Ernährungsmediziner (Deutsche Akademie für Ernährungsmedizin, DAEM). 1993 erhielt er eine Berufung auf den Lehrstuhl Biologische Chemie und Ernährungswissenschaft an der Universität Hohenheim; das Institut leitete er bis 2015. Er war Managing Direktor des Food Security Centers der Universität. 2007 erfolgte die Berufung als Fellow an das Wissenschaftskolleg zu Berlin. Seit 2017 ist er emeritiert.

## Wirken
Biesalski leistete Arbeiten zur Bedeutung von Vitamin A für die Entwicklung und Funktion des Innenohrs sowie für die Lungenfunktion (Reifung und Mucosabarriere). Besonders die erstmalige Beschreibung von Speichervorkommen des Vitamin A (Retinylester) in Organen und Geweben außerhalb der Leber waren neue Erkenntnis für die Erforschung des Vitamin A Stoffwechsels. 1995 gelang ihm der Nachweis, dass neben dem klassischen Verteilungsweg des Vitamins von der Leber als Retinol (Vitamin A1) gebunden an ein Retinol-bindendes Protein (RBP) ein alternativer, bisher nur von Karnivoren bekannter Stoffwechselweg über zirkulierende Retinylester existiert: Ein Geschwisterpaar mit einer Mutation des Gens für RBP und folglich nicht messbaren Retinolblutspiegeln zeigte, von geringen Hautveränderungen und einer Nachtblindheit abgesehen, keine sichtbaren Auffälligkeiten, die für einen Vitamin-A-Mangel typisch wären. Tatsächlich hatten die beiden jungen Mädchen den Verteilungsweg der Carnivoren. Später befasste sich Biesalski  mit Fragen der Erfassung und Behandlung des verborgenen Hungers (Mikronährstoffmangel) und der Ernährungssicherheit sowie mit Fragen der Mikronährstoff-Defizite und ihrer Therapie (besonders Vitamin C) bei Intensivpatienten. Ein weiteres experimentelles Feld ist das von ihm erstmals näher beschriebene Nutritargeting, das ist die Entwicklung galenischer Formulierungen, die eine gezielte Organversorgung mit Nährstoffen erlauben.
Schwerpunkte der jüngsten wissenschaftlichen Arbeit Biesalskis sind u. a. Untersuchungen des Retinoid-Stoffwechsels sowie Studien zur Bedeutung von Vitaminen für die Gesundheit des Menschen. Er leitet bzw. ist beteiligt an Forschungsprojekten des Bundesministeriums für Bildung und Forschung (BMBF) zum Thema Welthunger und Lebensmittelqualität. Biesalski ist Herausgeber von vierzehn Büchern und publizierte 280 Arbeiten. 2013 erschien von ihm das Buch Der verborgene Hunger.

## Auszeichnungen
- 1982 HERMES Vitamin-Preis
- 1993 Fritz-Wörwag-Preis
- 2017 Forschungspreis der Gesellschaft für Vitaminforschung
- 2017 Justus-von-Liebig-Preis für Welternährung
- 2022 Konrad-Lang-Medaille der Deutschen Gesellschaft für Ernährungsmedizin (DGEM)

## Mitgliedschaften
- Bis 2009 Mitglied der Expertengruppe des Global Food  Security Boards (WHO/FAO)
- Bis 2004 Sprecher der Kommission Ernährung  und Krebs der Deutschen Gesellschaft für Hämatologische Onkologie
- Bis 2010 Mitglied im wissenschaftlichen Beirat der U.S Pharmacopeia.
- 2015–2019 Mitglied im wissenschaftlichen Beirat des Bundesministeriums für Ernährung und Landwirtschaft (BMEL).
- Editor Nutrition and Metabolism in Oncology;
- European Editor: Nutrition, Nutrition and Metabolism.

## Schriften
- Zum progredienten Verlauf von Schallempfindungsschwerhörigkeiten im Kindesalter. (Mainz, Univ., Diss., 1981).
- Vitamin A und Innenohr. Entwicklung und Anwendung biochemischer und elektrophysiologischer Untersuchungen. (Mainz, Univ., Habil.-Schr., 1986).

## Publikationen (Bücher)
- Hans Konrad Biesalski: Vitamine, Spurenelemente und Minerale: Indikation, Diagnostik, Therapie. 2. Auflage. Thieme, Stuttgart 2019, ISBN 978-3-13-242735-8.
- Hans Konrad Biesalski: Unsere Ernährungsbiografie. Wer sie kennt, lebt gesünder. 1. Auflage. Albrecht Knaus, Berlin 2017, ISBN 978-3-8135-0764-5.
- Hans Konrad Biesalski: Der verborgene Hunger: Satt sein ist nicht genug. Springer Spektrum, 2013, ISBN 978-3-8274-2952-0.
- Hans Konrad Biesalski, Peter Grimm  und Susanne Nowitzki-Grimm: Taschenatlas Ernährung. 8. Auflage. Thieme, Stuttgart 2020, ISBN 978-3-13-242607-8.
- Hans Konrad Biesalski: Mikronährstoffe als Motor der Evolution. Springer Spektrum, 2015, ISBN 978-3-642-55396-7.
- Stephan C. Bischoff, Karoline Köchling und Hans Konrad Biesalski: Erfolgskonzept Ernährungsteam in unterschiedlichen medizinischen Einrichtungen. 5. Auflage. Pabst Science Publishers, 2017, ISBN 978-3-13-100295-2.
- Hans K. Biesalski, Stephan C. Bischoff, Christoph Puchstein: Ernährungsmedizin: Nach dem Curriculum Ernährungsmedizin der Bundesärztekammer. 5. Auflage. Thieme, Stuttgart 2017, ISBN 978-3-13-100295-2.
- Wolfgang Hartig, Hans Konrad Biesalski  Wilfred Druml, Peter Fürst, Arved Weimann: Ernährungs- und Infusionstherapie: Standards für Klinik, Intensivstation und Ambulanz. 8. Auflage. Thieme, 2003.
- Hans Konrad Biesalski: Vitamine, Spurenelemente und Minerale: Indikation, Diagnostik, Therapie. 2. Auflage. Thieme, 2019, ISBN 978-3-13-242735-8.
- Hans Konrad Biesalski, Gudrun Zürcher, Karin Hofele: Gesund und bewusst essen bei Krebs: Wie Sie Schutzstoffe nutzen und Ihr Immunsystem stärken. Mit Appetit und Freude essen. Köstliche Rezepte aus der Vollwert-Küche. 2. Auflage. Trias, 2009, ISBN 978-3-8304-3004-9.
- Hans Konrad Biesalski: Vitamine: Bausteine des Lebens. 1. Auflage. C.H.Beck, 1997, ISBN 978-3-406-41860-0.
- Hans-Konrad Biesalski Nahrung die schadet, Nahrung die heilt : [der unentbehrliche Ratgeber von A – Z] 1. Auflage 1997, Stuttgart / Zürich / Wien